# Marc Large
 (octobre 2020).
 (juillet 2025).
Pour les articles homonymes, voir Large (homonymie).
Marc Large, né le 31 janvier 1973 à Roanne (Loire), auteur, dessinateur de presse, réalisateur dans l’audiovisuel, illustrateur, tatoueur, organisateur de festivals, chroniqueur français,,.

## Biographie

### Origines et formation
Marc Large, né en France, a passé ses six premières années en Afrique, avant d'arriver dans les Landes. Dès l’enfance, il pratique l'association du dessin, de l’aquarelle réaliste, de l'écriture, de la peinture et de l’audiovisuel. Du fait de la pluralité de ses activités, des médias et des personnalités l’ont défini comme « raconteur d'histoires. »",

### Dessin d'humour et d'actualité
Marc Large a dessiné pour Charlie Hebdo, Siné Hebdo, Vigousse, Sud Ouest, Rue89, Kamikaze, Bakchich, Zélium, Psikopat, Causette, Siné Mensuel, Fluide Glacial, Le Canard Enchaîné, etc.
Durant quelques années, il dessine aussi en direct sur Alegria (chaîne de Canalsat), un exercice qu'il poursuit pour des congrès, conférences et séminaires.
En 2007, il réalise des illustrations pour des causes défendues par Renaud. Cette même année, il fait son entrée dans les colonnes locales du journal Sud Ouest, dorénavant son principal employeur.
En 2005 et 2008, il illustre deux bandes dessinées dont Brèves du Sud-Ouest.
En 2009, Marc Large collabore à l'ouvrage collectif Le petit Alévêque illustré et dessine pour Nicolas Traparic dans l'ouvrage Renaud des Gavroches.
En 2010, il dessine chaque semaine pour la presse, dans Siné Hebdo, Vigousse, Bakchich, Sud Ouest, Rue89, La Mèche et dans le mensuel Kamikaze.
Il publie aussi un livre intitulé Dessins Mal élevés aux Éditions La Lauze. Un recueil de dessins de presse sur des textes de Siné, Denis Robert, Didier Porte, Étienne Liebig, Noël Godin et Christophe Alévêque. Une suite est éditée en 2012, avec Le dernier dessin où l'on cause, sur des textes de Étienne Liebig, Hénin Liétard et Christophe Salengro.
De 2011 à 2014, avec la mairie de Dax et l'association Satirailleurs, il organise le festival Satiradax.
En 2013, Marc Large et Christophe Alévêque réalisent le livre J'aime pas la crise aux Éditions Hoëbeke.
En mars 2013, il reçoit le trophée du meilleur dessin professionnel lors du 20e Presse Citron de l’École Estienne.
En septembre 2013, il devient le dessinateur quotidien du journal Sud Ouest, avec Urbs.
En 2015, Marc Large participe au film Renaud, on t'a dans la peau ! de Didier Varrod et Nicolas Maupied. Il réalise plus d'une centaine de dessins qui illustrent des séquences du documentaire qui paraîtra le 11 mai 2015, sur France 3, en prime time. Un succès d'audience avec près de 2,8 millions de téléspectateurs et plus de 11 % de parts de marché, signant là la meilleure performance sur la case depuis le début de l'année 2015.
Entre juin et novembre 2015, il dessine pour Charlie Hebdo.
En 2017, il réalise les livres On n'est pas sérieux quand on a 2017 ans avec Guillaume Meurice et Parce que c'est notre projEEET ! avec Urbs.
La même année, Marc Large illustre le livre The inspector Cluzo, rockfarmers de Romain Lejeune, préfacé par Jean-Daniel Beauvallet.
Avec Maxime Carsel, il réalise le film documentaire Satire dans la campagne. Avec de nombreux humoristes, acteurs, chroniqueurs et dessinateurs, ce film suit de façon humoristique la folle campagne de la présidentielle 2017.
Le 24 septembre 2020, le SNJ annonce le licenciement abusif de Large par le quotidien Sud Ouest, pour lequel il travaillait quotidiennement depuis 2007, sans préavis, sans entretien préalable à licenciement, ni indemnités. Le Syndicat National des Journalistes craint que ce préjudice ternisse l'image du titre, car une pétition en soutien au journaliste est mise en ligne par des lecteurs. Le syndicat, dans ce même communiqué évoque les méthodes d'intimidation et contestables que subissent les journalistes pigistes. Le Club de la presse de Bordeaux donne la même information le 25 septembre 2020,,.
À la suite de cette mésaventure, Marc Large annonce désirer se diriger vers d'autres activités plus utiles aux autres et signe un recueil de ses dessins de presse relatifs à l’année 2020.

### Dessin réaliste et littérature
Marc Large est également auteur de dessins réalistes et d'aquarelles pour des carnets de voyages, dont Pyrénées sauvages, Landes secrètes ou Euskadi sacré.
Il anime des émissions consacrées à la nature et réalise des storyboards pour le cinéma, dont le film Sextine avec Jean-Pierre Castaldi, Fabrice Éboué et Christian Décamps du groupe de rock progressif Ange.
En 2008, il publie le roman Xan de l'Ours, la légende de l'homme sauvage, une histoire composée de faits réels et de légendes basques. Renaud en signe la préface.
Parallèlement, avec Peio Serbielle et le cinéaste Patrice de Villemandy, il réalise le film Xan naiz ni, Voyage en Terres Sauvages, une fresque de paysages fantastiques et d'animaux sauvages filmés au Pays basque, dans une partie du Béarn et des Landes. Les commentaires sont extraits du roman Xan de l'Ours et la bande originale est tirée de l'album Naiz.
En 2009, sur un texte de Nicolas Traparic, il illustre le livre Renaud des Gavroches. Cet ouvrage fait aussi l'objet d'un documentaire de 26 minutes réalisé par Gregori Martin, Matthieu Besnard et Christophe Bonnard, avec Christophe Alévêque et Muriel Huster.
En 2010, il participe au livre collectif Paroles d'écolos avec Fred Vargas, Yves Frémion, Christian Laborde, Éric Petetin, etc.
En 2016, il signe la préface du livre et de l'album Les Hurlements d'Léo chantent Mano Solo. En 2017, il préface de livre de Stéphane Delpeyrat-Vincent Sicilien/nes. Il y raconte ses origines siciliennes, par sa grand-mère Francesca Genna, de Marsala. Une partie de cette famille est partie pour la Tunisie et une autre pour Chicago, dont les célèbres frères Genna.
En 2018, Marc Large amorce un virage dans sa carrière en s'affirmant dans le cinéma et l'écriture. Il a pour projet la réalisation d'un biopic consacré à l’ethnographe Félix Arnaudin. Parallèlement, il écrit la biographie romancée de ce même artiste : La folle histoire de Félix Arnaudin.
En 2019, il écrit et illustre le livre Carnet du Sud-Ouest aux éditions La Gest.
En 2019 encore, il réalise un documentaire pour France Télévisions consacré à Chaval (dessinateur). Lors de l'avant-première, dans le cadre du Festival international du dessin de presse et d'humour de Saint-Just-le-Martel, il reçoit le prix  "Crayon de porcelaine, presse en région"
En 2020, dans la suite logique de son travail de recherche sur Félix Arnaudin, il s'associe à Richard Gonzalez-Arnaudin et Jean Tucoo-Chala pour publier Félix Arnaudin, 100 ans après.
En 2021, il publie un nouveau roman Toi, qui que tu sois, fruit de ses voyages, rencontres et deuils. Il y mêle ses expériences au sein de Charlie Hebdo et des cultures touarègue, basque ou serbe. Le livre reçoit très vite un bon accueil.
En 2022, avec Johanna Turpeau, il écrit Le retour de la suite. Roman inspiré des personnages des chansons de Renaud.
Par ailleurs, il s'installe comme tatoueur à Orthez,.
Lors de vacances chez le chanteur Renaud, prenant conseils auprès de lui, il finalise les illustrations du clip Horizon du groupe The Inspector Cluzo. La chanson l'inspire fortement et il y glisse nombre de références qui lui sont chères : le personnage de son roman Toi, qui que tu sois, Anzar, mais également Félix Arnaudin, Danse avec les loups, Forrest Gump, Into the wild, Seul au monde, etc.

## Cinéma et télévision
- Animateur et chroniqueur sur la chaîne de télévision Alegria (Canalsat) de 2004 à 2007, en particulier pour l’émission Marche ou rêve.
- Storyboader pour le fim Sextine de Francis Lalanne, avec Jean-Pierre Castaldi, Fabrice Éboué et Christian Décamps.
- Xan naiz ni, Voyage en Terres Sauvages, en 2008.
- Renaud des Gavroches, en 2009[27].
- Satiradax 1, en 2011, avec Christophe Alévêque, Didier Porte, Groland, les Wampas, Didier Super, Giedré, Noël Godin, Jean-Pierre Bouyxou, Étienne Liebig, Pierre Carles, Eric Martin, Zazon, Éric Petetin, Murray Head, etc[28].
- Satiradax 2, en 2012 avec Daniel Prévost, Édouard Baer, Anémone, François-Xavier Demaison, Rémi Gaillard, Fabrice Eboué, Sophia Aram, David Salles, Tignous, Willem, Zebda, Parabellum, les Ramoneurs de Menhirs, Marcel et son orchestre, HK et Les Saltimbanks, etc[29].
- Satiradax 3, en 2013, avec Guy Bedos, Jean-Pierre Mocky, Yvan Le Bolloc'h, Didier Super, David Salles, Bruno Salomone, Groland, etc.
- Satiradax 4, en 2014, avec Bruno Solo, Jean-Michel Ribes, Didier Wampas, les Sophie et Sophie, Sinsémilia, Pigalle, Boulevard des airs, Corbier, The Inspector Cluzo, Punish Yourself, etc.
- Renaud, on t'a dans la peau, en 2015, écrit par Didier Varrod et réalisé par Nicolas Maupied, diffusé sur France 3, à l'occasion des 63 ans du chanteur Renaud, le 11 mai 2015[30].
- Satire dans la campagne, en 2017, réalisé par Marc Large et Maxime Carsel. Avec Alévêque, Berroyer, Bruno Solo, Dahan, Ferroni, Groland, Larnicol, Le Bolloc'h, Meurice, Porte, Prévost, Ruffin, Wampas, Zebda, et des dessinateurs de presse[11].
- Chaval, danger d'explosion, en 2019, réalisé par Marc Large, sur une idée originale de Madeleine Debras. Une coproduction Marmitafilms et France 3 Nouvelle Aquitaine.
- Le retour de la suite, en 2020, avec Johanna Turpeau. Production Mon Ballon. Un film mettant en scène les personnages devenus légendaires du chanteur Renaud. À cette occasion le chanteur et le dessinateur-réalisateur sont victimes de contrefaçons. Ils décident d'attaquer en justice les vendeurs et plagieurs hébergés par Amazon[31],[32].
- Horizon : clip du groupe The Inspector Cluzo

## Publications

### Carnets de voyage
- Pyrénées sauvages, croquis sur le vif, Éditions Cairn, préface de Claude Dendaletche, postface de Txomin Laxalt, 2003.
- Landes secrètes, croquis sur le vif, avec Gilles Kerlorc'h, Éditions Cairn, préface d'Olivier de Marliave, 2004.
- Euskadi sacré, croquis sur le vif, avec Gilles Kerlorc'h, Éditions Cairn, préface de Peio Serbielle, 2011[33].
- Carnets du Sud-Ouest, Pyrénées, Landes, Pays Basque, Editions La Geste, 2019.
- Courir la lande, avec Gilles Kerlorc’h, Éditions Passiflore, 2024.

### Bandes dessinées et illustrations
- Brèves de Feria, Alegria, 2005.
- Brèves du Sud-Ouest, feria, rugby et déconne, préface de Raphaël Ibañez, 2008.
- Renaud des Gavroches, avec Nicolas Traparic, éditions La Lauze, préfaces de Muriel Huster et Christian Laborde, 2009[16].
- J'aime pas la crise, éditions Hoëbeke, textes de Christophe Alévêque, 2013.
- The inspector Cluzo, rockfarmers, éditions Braquage, de Romain Lejeune, préfacé par Jean-Daniel Beauvallet, 2017

### Romans, récits et ouvrages historiques
- Les premiers hommes du Sud-Ouest, Préhistoire dans le Pays basque, le Béarn, les Landes, Éditions Cairn, préface de Jacques Blot (archéologue), 2006.
- Xan de l'Ours, la légende de l'homme sauvage, préface de Renaud, Éditions Cairn, 2008.
- Histoire des bateliers et regard sur le Courant d'Huchet (Collectif), Éditions Association des bateliers du Courant d'Huchet, 2008.
- Paroles d'écolos (Collectif), éditions Astobelarra / Le Grand Chardon, avec Fred Vargas, Yves Frémion, Christian Laborde, Éric Petetin, etc., 2010.
- La folle histoire de Félix Arnaudin, éditions Passiflore, 2019.
- Félix Arnaudin, 100 ans après, éditions Passiflore, 2020.
- Toi, qui que tu sois, éditions Passiflore, 2021.
- Le Retour de la suite, avec Johanna Turpeau, éditions Passiflore, 2022.
- C'est une belle fin, je trouve, éditions Passiflore, 2024.

### Dessins de presse
- Traces d'humOurs (Collectif), éditions Klundoeil, avec Pascal Simon, Bodard, Lerouge, Pichon, Biz, Goulesque, Moine, Gibo, Jiho, Deligne, M'ric, Gab, 2008.
- Le petit Alévêque illustré (Collectif), éditions Chiflet et Cie textes de Christophe Alévêque, illustrations d'Aurel, Carali, Dobritz, Faujour, Gab, Large, Lindingre, Pakman, Sergio et Siné, 2009.
- Bêtes de pouvoir (Collectif), éditions Nouveau Monde, textes de Guillaume Doizy et Jacky Houdré, 2010.
- Dessins mal élevés, Éditions La Lauze. Dessins de Marc Large, textes de Siné, Denis Robert, Didier Porte, Étienne Liebig, Noël Godin et Christophe Alévêque, 2010.
- L'almanach 2011 du dessin de presse et de la caricature (Collectif), de FECO France, Pat à Pan éditions. 2011.
- L'almanach 2012 du dessin de presse et de la caricature (Collectif), de FECO France, Pat à Pan éditions. 2012.
- Présidents, poil aux dents ! : 150 ans de caricatures présidentielles (Collectif), Flammarion, textes de Didier Porte et Guillaume Doizy, 2012.
- Le dernier dessin où l'on cause, Éditions La Lauze, dessins de presse de Marc Large, textes d'Étienne Liebig, postface de Hénin Liétard, quatrième de couverture de Christophe Salengro, 2012.
- L'humour contre l'exclusion (Collectif), Éditions Hugo, 2012.
- On n'est pas sérieux quand on a 2017 ans, Éditions Un point c'est tout !, dessins de Marc Large, textes de Guillaume Meurice. 2017.
- Parce que c'est notre projEEET !, Éditions Sud Ouest, dessins de presse de Large et Urbs. 2017.
- Large et Urbs, un an d'actualité, Éditions Sud Ouest. 2018.
- Le coup de crayon de 2020, Éditions Passiflore, préfaces de Bruno Solo et Michel Iturria. 2020.

## Distinctions

### Dessinateur de presse
- Prix Presse Citron 2013, remis par l'École Estienne[34]
- Grand Prix du dessin de presse 2020 du Club de la presse[35],[36]
- Prix du public du festival de dessin de presse de Castelnaudary 2021[37]
- Son livre On n'est pas sérieux quand on a 2017 ans, avec les textes de Guillaume Meurice, fait son entrée dans le jeu Trivial Pursuit, en 2022.

### Réalisateur
- Grand prix de Porcelaine du Salon international du dessin de presse et d'humour de Saint-Just-le-Martel 2019 pour Chaval, danger d'explosion[38].

### Sources
- Annuaire Aquitain des professionnels de la bande dessinée, Image et bande dessinée, 2002.
- Bande dessinée en Aquitaine, le guide, Arpel, 2004.
- Renaud, Biographie. Christian Laborde, Flammarion, 2008. Pages 283 et 284.
- L'annuel du Dessin de Presse et de la Caricature. Reporters sans frontières. Editions Pat à Pan, 2011, 2012, 2013, 2014.
- Histoire du dessin politique et d'actualité 1830 - 2015. De la caricature à Charlie Hebdo. Yves Frémion, Glénat, 2024.